# صغيرتي الغالية (مسلسل تلفزيوني)
صغيرتي الغالية (بالإسبانية: Niña... Amada Mia)‏ وهو مسلسل مكسيكي أنتج في سنة 2003 وهو من إنتاج أنجيلي نيسما و إخراج ألفريدو غورولا و سيناريو خوان كارلوس ألكالا وهو من بطولة كاريم لوزانو وسيرجيو غويري، و المسلسل يتكلم عن فيكتور إيزاغيري الطبيب البيطري الذي بإيزابيلا سوريانو وألذان سيواجهان مشاكل في حبهما، عرض المسلسل لأول مرة بالدبلجة العربية على قناة أبو ظبي الإماراتية.

## الممثلون
- كاريم لوزانو بدور إيزابيلا سوريانو وألتي تحب فكتور.
- سيرجيو غويري بدور فيكتور إيزاغيري والذي يحب إيزابيلا.
- إريك ديل كاستيو بدور كليمنتي سوريانو والد إيزابيلا و ديانا و كارولينا.
- مارسيدس مولتو بدور كارينا زوجة كليمنتي سوريانو.
- مايرين فيلانويفا بدور ديانا وألتي تحب أوكتافيو.
- لودفيكا باليتا بدور كارولينا والتي تحب بابلو.
- أوتو سيرخو بدور أوكتافيو أوريارتي الذي يحب ديانا
- إيميليا كارازو بدور سوكورو أوريارتي والدة أوكتافيو.
- خوليو مانينو بدور بابلو والذي يحب كارولينا.
- إيساورا إيسبينوزا بدور باس الخادمة في منزل أل سوريانو.
- روبيرتو بالازولوس بدور رافاييل زوج كارولينا.
- خوان بابلو غامبوا بدور سيزار فابريغاس الأخ الغير الشقيق لكارينا.
- يوجينيا كودورو بدور خوليا محامية أل أوريارتي.
- سيسيليا غابيريلا بدور كونسويلو زوجة فيكتور.
- روبرتو بايستروس بدور ميلكيور أرييتا.
- أنطونيو ميديلين بدور باسكوال كرولو.
- سوكورو بونيلا بدور كاسيلدا كرولو.
- رافاييل دي فيار بدور بيدرو لانديتا.
- ماريانا براتس بدور ماريانا براتس.
- لويس غاتيكا بدور خورخي إسبارزا.
- أرليت باتشيكو بدور زوليما كونتريراس.
- أوسكار ترافن بدور الضابط أوسكار ألفارادو.
- غوستافو كارديناس أفيلا بدور ماوريسيو باروشيو.
- جيوفان دي أنجيلو بدور إدغار توليدو.
- يوليانا بينيشيه بدور لوز أرييتا.
- خورخي دي سيلفا بدور رينغو.
- بيبيلوت منصور بدور صوفيا.
- كيتالي غاليندو بدور سوزانا إيتوربي.
- راميرو توريس بدور ناتشو فابريغاس.
- فرناندا رود بدور خيمينا إيزاغيري.
- ماريوريس فالفيردي بدور بيلار إيزاغيري.
- فكتور نورييغا بدور سيرفانتو أوريارتي.
- ماريسول سانتاكروز بدور إيزابيلا لوسيا ريفيرا سوريانو
- فيدل زيردا بدور سانتوس

## وصلات خارجية
- صغيرتي الغالية على موقع IMDb (الإنجليزية)
- صغيرتي الغالية على موقع نتفليكس (الإنجليزية)
- صغيرتي الغالية على موقع كينوبويسك (الروسية)
- صغيرتي الغالية على موقع قاعدة بيانات الفيلم (الإنجليزية)

- صغيرتي الغالية على قاعدة بيانات الأفلام على الإنترنت